# 上京の戦い
上京の戦い（かみぎょうのたたかい）は、応仁の乱における戦闘の1つで、応仁元年（1467年）5月26日から27日にかけて現在の京都府京都市上京区で東軍と西軍が衝突した。

## 経過
1月の御霊合戦で畠山政長は政敵の畠山義就に敗れ細川勝元の屋敷に匿われたが、室町幕府8代将軍足利義政が事前に互いの援助を禁じていたため戦乱は両者の争いに止まり、合戦後は両者の支持者であった勝元と山名宗全及びそれぞれの派閥に属する大名達が義政の下へ伺い、平和裏に幕府と朝廷の行事が執り行われていった。2月24日には義政の弟の足利義視が勝元と宗全の調停を済ませ戦乱は収まったかに見えた。
しかし不穏な情勢は続き、3月3日の節句に細川派は欠席、細川派と山名派の被官が争い山名派の被官が殺害される事件が発生、山名派の兵糧を細川軍が奪ったり、畠山義就の家臣が細川派の被官を襲ったりして京都の治安は悪化した。5月に入ると勝元は巻き返しを図り、諸大名を地方に派遣させ山名派の基盤を崩す戦略を取り、斯波義敏は斯波義廉の領国越前へ、赤松政則の家臣宇野政秀は宗全の領国播磨へ、土岐政康は一色義直の領国伊勢へ攻め入った。合わせて勝元は諸大名の上洛を要請、宗全も軍勢を動員して京都に集結させた。両軍の総勢は東軍16万、西軍11万とされている。
両軍の本陣及び勢力範囲も定められ、細川派は勝元邸と花の御所を中心とした京都北部から東を、山名派は京都西部を流れる堀川西岸に建てられた宗全の屋敷と京都中央にある斯波義廉の屋敷を拠点に西部と中央を固めた。こうして両陣営の縄張りは大体決まり、勝元と宗全の屋敷の位置からそれぞれ東軍・西軍の呼称で表された。
5月26日、戦端が開かれたのは上京であり、東軍の武田信賢は夜明け前に堀川支流の小川西岸の実相院を、政長の側近成身院光宣は東岸の正実坊を占拠した（政長は勝元の軍勢動員に伴い復帰）。これは義政が居住している花の御所の左隣に位置する一色義直の屋敷を占拠する狙いからであり、足掛かりを築いた武田軍は夜明け頃に一色邸を奇襲、義直は反撃出来ず宗全の屋敷へ逃亡した。これで東軍は義政を確保し西軍討伐の大義名分を得た。山名軍は実相院・正実坊の奪還に向かったが、東軍の反撃で宗全邸付近まで退却した。
続いて中央の一条大宮で市街戦が行われ、勝元の同族の備中守護細川勝久の屋敷は堀川西岸にあり、西軍の勢力圏にあり孤立していたため、西軍はこの邸宅に目を付けて襲撃を開始した。攻撃側は斯波義廉が家臣の朝倉孝景と甲斐敏光を引き連れて勝久邸へ向かい、対する東軍は勝久の救援に京極持清が出動、一条通りを西進して斯波軍に攻めかかったが、朝倉孝景の反撃に遭い敗走した。京極軍の敗走後に赤松政則は一条通りから南に下がった正親町通りを進み迂回して斯波軍と交戦、斯波軍は長期戦で疲労していたため退却、屋敷で抵抗していた勝久は屋敷を焼いて脱出、同族の阿波守護細川成之の屋敷へ逃れた。
戦闘は午前4時から翌日の27日午後6時まで行われたが、両軍共に疲弊して戦線は膠着、28日に義政の停戦命令が出され両軍は戦闘を止めた。明確な勝敗はなかったが東軍は花の御所を押さえたため優位に立ち、西軍は突出していた勝久の屋敷跡を占拠しただけに終わった。6月3日には義政が勝元に将軍家の旗を与え、官軍と認めたことも東軍の有利に繋がり、状況打開のため宗全は周防・長門守護大内政弘に出陣を要請、これに応じた大内軍が東進して京都へ向かい戦争は更に拡大していった。